# Komoró
Komoró község Szabolcs-Szatmár-Bereg vármegyében, a Záhonyi járásban.

## Fekvése
Szabolcs-Szatmár-Bereg vármegye északi részén, a Rétközben fekszik, a Tisza bal partján.
A szomszédos települések: észak felől Tuzsér (4,5 kilométerre), kelet felől Mándok (közúton mintegy 8 kilométerre), dél felől pedig Fényeslitke (5 kilométerre). Közigazgatási területe északnyugat felől Zemplénagárdéval határos, amely légvonalban mintegy 8 kilométerre fekszik a folyó túlpartján, de közúton csak jóval hosszabb útvonalon érhető el. Nyugat felől a legközelebbi település Révleányvár, amely azonban szintén a Tisza túlpartján fekszik, és a két község közigazgatási területei nem is érintkeznek egymással.
A legközelebbi város Kisvárda, amely Komorótól mintegy 10 kilométer távolságra található déli irányban.

### Megközelítése

#### Közút
A község területét keresztülszeli, nagyjából dél-északi irányban a 4-es főút, így ez a legfontosabb megközelítési útvonala Nyíregyháza-Kisvárda és Záhony irányából is. Dél-északi irányú kapcsolatokat kínál a térség települései számára a 4145-ös út és a 4152-es út is, amelyek szintén érintik Komorót; a településen belüli keresztirányú közúti kapcsolatokat a 38 142-es és a 41 145-ös számú mellékutak biztosítják.

#### Vasút
A települést a havai vasútvonalak közül a (Budapest–)Budapest–Záhony-vasútvonal érinti, amely a 4-es főúttal nagyjából párhuzamosan, dél-északi irányban húzódik végig a közigazgatási területén. A vasútnak egy megállási pontja van itt, Komoró vasútállomás, amely a vonal állomásainak viszonylatában Fényeslitke vasútállomás és Tuzsér vasútállomás között helyezkedik el; fizikailag a belterület északi részén található, közúti elérését a 38 324-es számú mellékút teszi lehetővé.

## Története
A település neve 1308-ban fordul elő a Zichy család okmánytárában, Villa Komoro néven, majd ugyanez a forrás
1327-ben említi nevét Poss Komorou-néven.
1358-ban I. Lajos király oklevelében van említve a település neve. 1462-ben birtokosa volt a Tárkányi család. 1481-ben a csicseri Orosz, Fodor, és Ormos családok szereznek  itt birtokot. 
Földesura  a 18. század végén, és a 19. század elején a Bogáthy, báró Sennyey, Vay, Morvay, Ormos, Szatmáry, Orosz, Erős, herceg Eszterházy, báró Horváth, Palaticz, és Irinyi család.

## Közélete

### Polgármesterei
- 1990–1994: Pongó Géza (független)[3]
- 1994–1998: Boros István (MDF)[4]
- 1998–2002: Boros István (FKgP)[5]
- 2002–2006: Boros István (független)[6]
- 2006–2010: Boros István (független)[7]
- 2010–2014: Farkas Béláné (független)[8]
- 2014–2019: Farkas Béláné (független)[9]
- 2019–2024: Farkas Béláné (független)[10]
- 2024– : Barnainé Gyüre Anita (független)[1]

## Népesség
A település népességének változása:
| Lakosok száma | 1289 | 1257 | 1253 | 1176 | 1130 | 1131 | 1123 |
|               | 2013 | 2014 | 2015 | 2021 | 2022 | 2023 | 2024 |

2001-ben a település lakosságának 99%-a magyar, 1%-a cigány nemzetiségűnek vallotta magát.
A 2011-es népszámlálás során a lakosok 94,1%-a magyarnak, 2,4% cigánynak, 0,2% németnek, 0,6% ukránnak mondta magát (5,8% nem nyilatkozott; a kettős identitások miatt a végösszeg nagyobb lehet 100%-nál). A vallási megoszlás a következő volt: római katolikus 25,7%, református 53,9%, görögkatolikus 3,3%, felekezeten kívüli 2,5% (14,1% nem válaszolt).
2022-ben a lakosság 89,7%-a vallotta magát magyarnak, 1,8% ukránnak, 1,5% cigánynak, 0,7% ruszinnak, 0,4% németnek, 0,2% szlovénnek, 0,1% szlováknak, 0,8% egyéb, nem hazai nemzetiségűnek (10,3% nem nyilatkozott; a kettős identitások miatt a végösszeg nagyobb lehet 100%-nál). Vallásuk szerint 18,7% volt római katolikus, 48,4% református, 2,8% görög katolikus, 0,4% egyéb keresztény, 0,1% ortodox, 4,2% felekezeten kívüli (24,2% nem válaszolt).

## Nevezetességei
- Református templom, középkori részekkel, felújítva 1784-1801 között.
- Református templom, külső felújítása, 2013-2014 -ben.

## Ismert személyek
- Itt született Juhász Bertalan építőmérnök, egyetemi oktató (1931–2001).

## Külső hivatkozások
- Komoró - református templom